# Chung kết Cúp EFL 2017
Chung kết Cúp EFL 2017 (hay còn gọi là Chung kết cúp liên đoàn Anh) là trận đấu chung kết bóng đá của mùa giải Cúp EFL 2016–17, diễn ra vào ngày 26 tháng 2 năm 2017 giữa Manchester United và Southampton tại Sân vận động Wembley ở Luân Đôn, Anh. Trận chung kết cúp Liên Đoàn Anh đầu tiên dưới cái tên là "EFL Cup"sau sự rút lui của nhà tài trợ Capital One và việc đổi tên The Football League to the English Football League (EFL). Nếu chiến thắng, Manchester United sẽ bước vào giải UEFA Europa League 2017–18 ở vòng loại thứ 3, trừ khi họ đủ điều kiện tham gia UEFA Champions League 2017–18 hay giai đoạn sau của giải Europa Leugue.
Trận đấu là trận chung kết thứ chín của Manchester United ở Leugue Cup, giành chiến thắng trong 4 lần chung kết trước và về nhì 4 lần four overall, và chung kết thứ hai của Southampton, đã có trận thua khi họ thi đấu chung kết tLeugue Cup năm 1979. Nó là trận chung kết thứ 2 giữa 2 bên, sau Chung trận chung kết FA Cup 1976, khi Southampton ở giải Second Division – đánh bại First Division Manchester United 1–0.

## Đường đến trận Chung kết

### Manchester United
| Vòng                                       | Đối thủ              | Kết quả |
| ------------------------------------------ | -------------------- | ------- |
| 3                                          | Northampton Town (A) | 3–1     |
| 4                                          | Manchester City (H)  | 1–0     |
| 5                                          | West Ham United (H)  | 4–1     |
| BK                                         | Hull City (H)        | 2–0     |
| BK                                         | Hull City (A)        | 1–2     |
| Chìa khóa: (H) = Sân Nhà; (A) = Sân Khách. |                      |         |

Manchester United, là một đại diện đến từ Premier League tham dự UEFA Europa League 2016–17, do vậy câu lạc bộ bóng đá này bắt đầu từ vòng 3 và gặp Northampton Town. Tại Sân vận động Sixfields, Manchester United giành chiến thắng với tỷ số 3–1 với các bàn thắng của Michael Carrick, Ander Herrera và Marcus Rashford. Ở vòng 4, Quỷ Đỏ phải đụng độ với gã hàng xóm Manchester City trên sân nhà. Tại Old Trafford, Manchester United giành chiến thắng với tỷ số 1–0 với bàn thắng của Juan Mata. Ở vòng tứ kết, United lại phải gặp một đội bóng khác cũng ở Premier League đó là West Ham United trên sân Old Trafford tuy nhiên họ đã đánh bại đội khách với tỷ số 4–1 với cú đúp bàn thắng của Zlatan Ibrahimović và Anthony Martial.
Cả hai trận bán kết, họ phải đối đầu với một đại diện khác ở Premier League đó là Hull City. Manchester United đã giành chiến thắng trên sân Old Trafford với tỷ số 2–0 với bàn thắng của Mata và Marouane Fellaini Nhưng trận lượt về trên Sân vận động KCOM, họ bị đội chủ nhà đánh bại với tỷ số 2–1, người ghi bàn thắng duy nhất đó là Paul Pogba tuy nhiên Quỷ Đỏ cũng giành thắng lợi chung cuộc với tổng tỷ số 3–2 để có mặt tại chung kết.

### Southampton
| Vòng                                       | Đối thủ            | Kết quả |
| ------------------------------------------ | ------------------ | ------- |
| 3                                          | Crystal Palace (H) | 2–0     |
| 4                                          | Sunderland (H)     | 1–0     |
| 5                                          | Arsenal (A)        | 2–0     |
| SF                                         | Liverpool (H)      | 1–0     |
| SF                                         | Liverpool (A)      | 1–0     |
| Chìa khóa: (H) = Sân Nhà; (A) = Sân Khách. |                    |         |

Southampton, là đội bóng của đại diện Premier League phải tham dự UEFA Europa League 2016–17 nên họ bắt đầu từ vòng 3. Họ gặp một đại diện khác đến từ Premier League đó là Crystal Palace trên sân nhà. Ở Sân vận động St Mary's, họ giành thắng lợi với tỷ số 2-0 bởi hai bàn thắng của Charlie Austin và Jake Hesketh. Ở vòng tiếp theo, Họ cũng gặp một đại diện khác cũng đến từ Premier League đó là Sunderland trên sân nhà. Tại sân St Mary's, Họ giành thắng lợi với tỷ số 1–0 và người ghi bàn duy nhất đó là Sofiane Boufal. Tại vòng tứ kết, Southampton phải gặp đối thủ rất mạnh đó là Arsenal. Trên Sân vận động Emirates, Southampton giành thắng lợi với tỷ số 2–0 bằng hai bàn thắng của Jordy Clasie và Ryan Bertrand. 
Cả hai trận bán kết, Southampton cũng gặp một đội bóng mạnh khác đó là Liverpool. Southampton giành thắng lợi 1–0 bằng bàn thắng của Nathan Redmond ở trận lượt đi và cũng giành thắng lợi tương tự trên sân khách Anfield với pha làm bàn bởi Shane Long qua đó giành quyền vào chơi trận chung kết với tổng tỷ số 2–0..

## Trận đấu

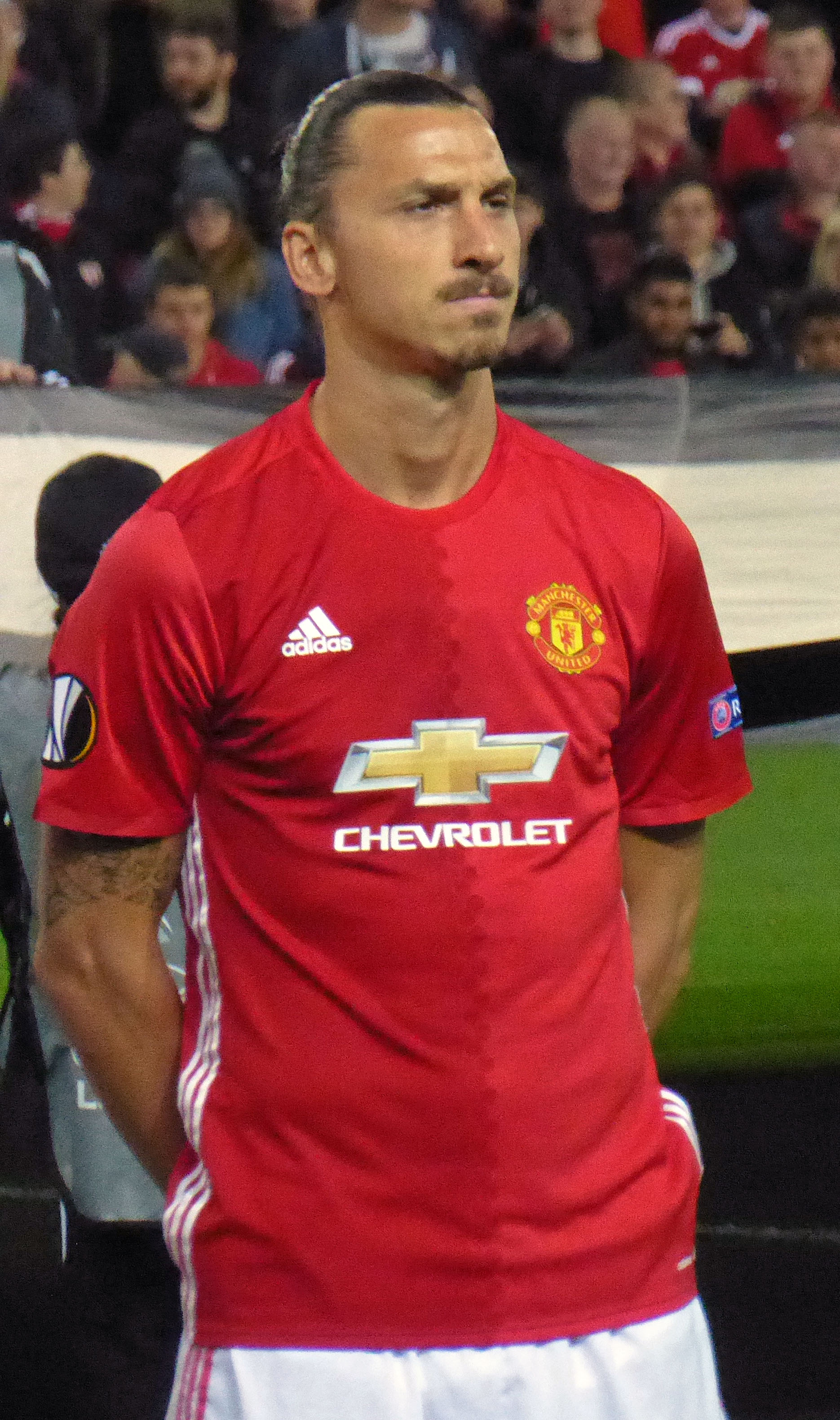
Ibrahimović lập một cú đúp và trở thành man of the match

Cedric đi bóng ấn tượng bên cánh phải theo hướng tấn công của Southampton trước khi căng ngang để Manolo Gabbiadini đệm bóng tung lưới De Gea. Nhưng trọng tài biên đã phất cờ báo hiệu Bertrand - một cầu thủ khác tham gia pha tấn công này của đội bóng áo trắng đã việt vị. Zlatan Ibrahimović đá phạt tầm thấp khiến Forsters dù có bay hết cỡ cũng không thể cản phá sau pha phạm lỗi của Oriol Romeu với Ander Herrera. Nhận đường chuyền của Rojo, Jesse Lingard khống chế khéo léo trước khi ra chân dứt điểm về góc xa nhân đôi cách biệt cho "Quỷ đỏ" ở phút 38. James Ward-Prowse căng ngang chính xác từ cánh phải để Gabbiadini dễ dàng đệm bóng cận thành rút ngắn tỉ số cho Southampton.
Vào đầu hiệp hai, Gabbiadini có pha xoay người dứt điểm chân trái cực nhanh gỡ hòa cho đội bóng áo trắng. Hai cầu thủ của The Saints đó là Dušan Tadić và Ward-Prowse sút bóng hiểm hóc nhưng bị thủ môn David de Gea cản phá, rồi đến Oriol Romeu đánh đầu chạm cột dọc từ tình huống phạt gốc. Martial nỗ lực đi bóng trước khi đẩy sang cánh phải cho Herrera treo bóng thuận lợi để "lão tướng" người Thụy Điển một lần nữa đưa "Quỷ đỏ" vượt lên.

### Chi tiết trận đấu
| Manchester United                  | 3–2      | Southampton           |
| ---------------------------------- | -------- | --------------------- |
| Ibrahimović 19', 87' · Lingard 38' | Chi tiết | Gabbiadini 45+1', 48' |

| Manchester United | Southampton |

| GK               | 1  | David de Gea       |     |     |
| RB               | 25 | Antonio Valencia   |     |     |
| CB               | 3  | Eric Bailly        |     |     |
| CB               | 12 | Chris Smalling (c) |     |     |
| LB               | 5  | Marcos Rojo        |     |     |
| CM               | 21 | Ander Herrera      | 24' |     |
| CM               | 6  | Paul Pogba         |     |     |
| RW               | 14 | Jesse Lingard      | 41' | 77' |
| AM               | 8  | Juan Mata          |     | 46' |
| LW               | 11 | Anthony Martial    |     | 90' |
| CF               | 9  | Zlatan Ibrahimović |     |     |
| Dự bị:           |    |                    |     |     |
| GK               | 20 | Sergio Romero      |     |     |
| DF               | 17 | Daley Blind        |     |     |
| MF               | 16 | Michael Carrick    |     | 46' |
| MF               | 18 | Ashley Young       |     |     |
| MF               | 27 | Marouane Fellaini  |     | 90' |
| FW               | 10 | Wayne Rooney       |     |     |
| FW               | 19 | Marcus Rashford    |     | 77' |
| Huấn luyện viên: |    |                    |     |     |
| José Mourinho    |    |                    |     |     |

| GK               | 1  | Fraser Forster        |     |     |
| RB               | 2  | Cédric                |     |     |
| CB               | 3  | Maya Yoshida          |     |     |
| CB               | 24 | Jack Stephens         | 40' |     |
| LB               | 21 | Ryan Bertrand         |     |     |
| CM               | 14 | Oriol Romeu           | 18' |     |
| CM               | 8  | Steven Davis (c)      |     | 90' |
| RW               | 16 | James Ward-Prowse     |     |     |
| AM               | 11 | Dušan Tadić           |     | 77' |
| LW               | 22 | Nathan Redmond        | 56' |     |
| CF               | 20 | Manolo Gabbiadini     |     | 83' |
| Dự bị:           |    |                       |     |     |
| GK               | 40 | Mouez Hassen          |     |     |
| DF               | 12 | Martín Cáceres        |     |     |
| DF               | 38 | Sam McQueen           |     |     |
| MF               | 19 | Sofiane Boufal        |     | 77' |
| MF               | 23 | Pierre-Emile Højbjerg |     |     |
| FW               | 7  | Shane Long            |     | 83' |
| FW               | 9  | Jay Rodriguez         |     | 90' |
| Huấn luyện viên: |    |                       |     |     |
| Claude Puel      |    |                       |     |     |

| Cầu thủ xuất sắc nhất trận - Zlatan Ibrahimović (Manchester United) Trọng tài trận đấu - Trợ lý trọng tài: - Richard West (East Yorkshire) - Stuart Burt (Northamptonshire) - Trọng tài thứ tư: Kevin Friend (Leicestershire) - Giám sát trọng tài: Matthew Wilkes (West Midlands) | Điều lệ trận đấu - 90 phút thi đấu - 30 phút hiệp phụ nếu tỷ số hoà - Sút luân lưu 11m sau thời gian hiệp phụ - Bảy cầu thủ dự bị và thay tối đa 3 cầu thủ. |

### Gốc thống kê
|                 | Manchester United | Southampton |
| --------------- | ----------------- | ----------- |
| Tỷ lệ giữ bóng  | 48%               | 52%         |
| Tổng cú sút     | 13                | 15          |
| Sút cầu môn     | 6                 | 5           |
| Thủ môn cản phá | 3                 | 3           |
| Phạt góc        | 3                 | 12          |
| Phạm lỗi        | 11                | 13          |
| Việt vị         | 1                 | 1           |
| Thẻ vàng        | 2                 | 3           |
| Thẻ đỏ          | 0                 | 0           |